# 塔季扬娜·彼得罗芙娜·阿列克谢耶娃
塔季扬娜·彼得罗芙娜·阿列克谢耶娃（羅馬化：Tat'yana Petrovna Alekseyeva；1963年10月7日—）是来自俄罗斯新西伯利亚的前400米短跑运动员。
阿列克谢耶娃曾代表苏联在1985年夏季世界大学生运动会上获得的双枚金牌，即400米个人和接力冠军。同年，她参加了1985年国际田联世界杯，并与伊琳娜·纳扎罗娃、玛丽亚·皮尼金娜和奥莉加·布雷兹金娜一同获得接力银牌。